# Joe Cahill
Joseph (Joe) Cahill (irisch: Seosamh Ó Cathail, * 19. Mai 1920 in Belfast; † 23. Juli 2004 ebenda) war jahrzehntelanges Mitglied der IRA und stieg bis in deren höchste Position auf. Von 1972 bis 1973 war er deren Stabschef.

## Jugend
Joe Cahill wuchs in einem katholischen Viertel Belfasts auf. Er war erbitterter Gegner der Teilung Irlands und schloss sich bereits im Alter von 18 Jahren der IRA an. 1942 nahm er in Belfast an einem Scheinangriff teil, der die Aufmerksamkeit der Royal Ulster Constabulary von verbotenen Aufmärschen zum Gedenken an den Osteraufstand ablenken sollte. Der Plan schlug fehl, statt sich zurückzuziehen gingen die Polizisten gegen die Angreifer vor. Es kam zu einem Schusswechsel, bei dem ein Mitglied der RUC ums Leben kam. Alle Beteiligten wurden des Mordes angeklagt, für schuldig befunden und zum Tode verurteilt. Nur durch internationalen Druck auf die Behörden in Ulster (nicht zuletzt durch die Intervention von Papst Pius XII.) wurden die Urteile für 5 der 6 Angeklagten in Gefängnisstrafen umgewandelt. Cahill entging so nur knapp dem Galgen und blieb bis 1949 in Haft. An der Border Campaign der IRA im Jahr 1956 war er auch aktiv beteiligt, geriet aber schnell wieder in Haft, aus der er erst 1962 wieder entlassen wurde. Aufgrund der tiefen Zerstrittenheit und der Zuwendung der damaligen IRA-Führung zu rein politischen Aktionen und zur marxistischen Ideologie kehrte er der Bewegung verbittert den Rücken.

## Während der Unruhen
Als die Unruhen in Nordirland 1969 eskalierten, war Cahill einer der Verfechter des bewaffneten Kampfes und trieb die Spaltung der IRA voran. Er wurde damit zu den Gründungsmitgliedern der neu gegründeten Provisional IRA und ihres obersten Gremiums, dem Army Council (Armeerat). Ab 1971 Kommandeur der Belfast Brigade, erregte er im selben Jahr öffentliches Interesse, als er sich vor laufender Kamera als IRA-Mitglied zu erkennen gab. Der Anlass dieser Pressekonferenz war eine Welle von Verhaftungen von Katholiken im Zuge einer Masseninternierung (internment without trial). Die Untergrundbewegung war im Voraus darüber informiert und entsprechend vorbereitet. Um dies zu demonstrieren, erklärte Cahill am Tage der Aktion, dass nur wenige Mitglieder gefasst wurden und die Strukturen der IRA intakt seien. Darauf beorderte die IRA ihn nach Dublin, da sie den Prestigeverlust durch seine Verhaftung in Nordirland verhindern wollte.
Von Dublin aus organisierte Cahill, später auch in der Funktion als Stabschef (Chief of Staff), die illegalen Waffenlieferungen. Dazu aktivierte er einerseits irischstämmige Unterstützer in den USA, andererseits war er an Gesprächen mit dem libyschen Staatschef Oberst Muammar al-Gaddafi beteiligt. Libyen wurde später die Hauptquelle für die Aufrüstung der IRA. 1973 erreichte der Frachter Claudia die Westküste Irlands mit einer Ladung von 5 Tonnen Waffen an Bord. Die irischen Behörden konnten die Lieferung jedoch abfangen und verhafteten alle daran Beteiligten, darunter auch Cahill. Er wurde wegen Mitgliedschaft einer terroristischen Organisation zu mehreren Jahren Haft verurteilt.

## Kontroverse
Als Veteran der republikanischen Bewegung und Mitglied des Armeerates hatte Cahill immensen Einfluss auf die Entscheidungen der Organisation. Im immer wiederkehrenden Streit innerhalb der Bewegung zwischen Befürwortern militärischer und politischer Mittel bezog er stets die Position der gewaltbereiten Hardliner. Erst gegen Mitte der 80er Jahre, als die Fortschritte der britischen Geheimdienste mit ihren Antiterrormaßnahmen die Handlungsfähigkeit der IRA immer weiter beschnitten, wandelte er sich zum Befürworter des Friedensprozesses und zum Unterstützer von Gerry Adams. Das republikanische Lager betrachtete Joe Cahill ehrfurchtsvoll als ihren Ziehvater, für seine Kritiker war er dagegen einer der Hauptverantwortlichen dafür, dass der Nordirlandkonflikt so rücksichtslos und blutig ausgetragen wurde.